# Jules de Gaultier
Achille Jules de Gaultier de Laguionie, född 1858 i Paris och död 1942 i Boulogne-sur-Mer, var en fransk filosof.
Under dubbel frontställning mot rationalismen och realismen och under radikal förskärpning av vissa tankemotiv hos Kant samt med inslag även från Nietzsches tankevärld, utvecklade Gaultier en kunskapsteoretisk fenomenalism och relativism. Han förnekade tinget i sig, och bestred möjligheten av absolut kunskap och hävdar psykologiskt, att vi uppfattar vårt eget karaktärsliv annorlunda än det är, liksom metafysiskt att tillvaron med nödvändighet uppfattas annorlunda, än den är. Åsikten visade släktskap med Als-ob-filosofin och fiktionalismen, och kallades av Gaultier för "Bovarysm" (efter huvudpersonen i Gustave Flauberts roman Madame Bovary) och framställde den bland annat i Le bovarysme (1902), La fiction universelle (1903), och starkt polemiskt i La philosophie officielle et la philosophie (1922).